# Dryptodon ellipticus
Dryptodon ellipticus là một loài Rêu trong họ Grimmiaceae. Loài này được (Turner) Brid. mô tả khoa học đầu tiên năm 1826.